# Feilaixia
Feilaixia (kinesiska: 飞来峡) är en köping i sydöstra Kina. Den ligger i stadsdistriktet Qingcheng i staden Qingyuan i provinsen Guangdong, omkring 76 kilometer norr om provinshuvudstaden Guangzhou. Antalet invånare är 53040. Befolkningen består av 25 387 kvinnor och 27 653 män. Barn under 15 år utgör 21,0 %, vuxna 15-64 år 67 %, och äldre över 65 år 11,0 %.